# 蒙叙尔-圣塞纳雷
蒙叙尔-圣塞纳雷（法語：Montsûrs-Saint-Céneré，法語發音：[mɔ̃syʁ sɛ̃ sɛnʁe]）是法国马耶讷省的一个曾短暂存在过的市镇，位于该省中东部，原属拉瓦勒区。蒙叙尔-圣塞纳雷于2017年1月1日由原市镇蒙叙尔和圣塞纳雷合并而成，其中前者为政府驻地。2019年，蒙叙尔-圣塞纳雷与邻近的3个市镇合并为新的蒙叙尔，改属马耶讷区。

## 地理
蒙叙尔-圣塞纳雷（48°8'3"N, 0°33'13"W）面积29.74 平方千米，位于法国卢瓦尔河地区大区马耶讷省，该省份为法国西北部内陆省份，北起芒什省和奧恩省，西接伊勒-维莱讷省，南至曼恩-卢瓦尔省，东临萨尔特省。
蒙叙尔-圣塞纳雷的时区为UTC+01:00、UTC+02:00（夏令时）。

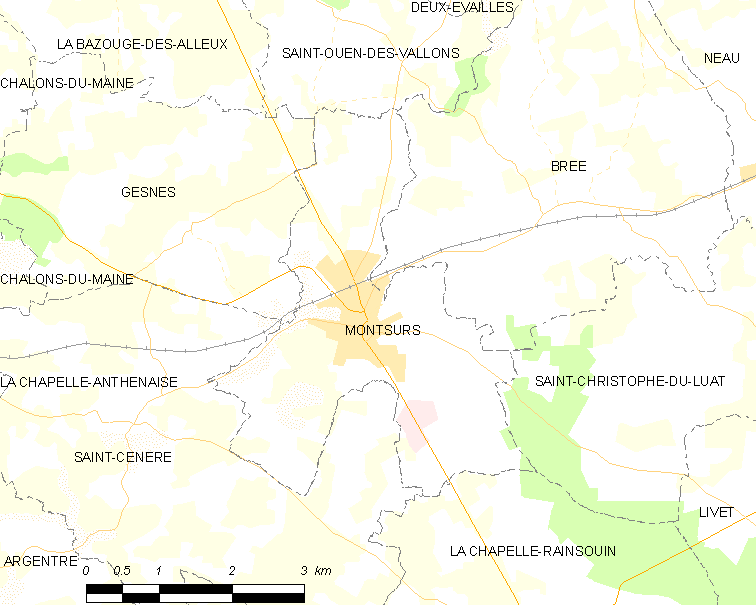
蒙叙尔-圣塞纳雷的OSM定位图

## 行政
蒙叙尔-圣塞纳雷的邮政编码为53150，INSEE市镇编码为53161。

## 政治
蒙叙尔-圣塞纳雷所属的省级选区为埃夫龙县。

## 人口

1962-2008年间蒙叙尔-圣塞纳雷人口变化图示

蒙叙尔-圣塞纳雷于2015时的人口数量为2561人。